# Abreviere
O abreviere este o prescurtare, o reducere în lungime sau în conținut a unui cuvânt sau a unei expresii comune, des folosite. Abrevierea este apropiată de conceptul de acronim, dar nu este identică cu acesta, deși face parte din aceeași familie largă a prescurtărilor.
În timp ce acronimul este întotdeauna un cuvânt, monosilabic sau disilabic, „inventat” prin folosirea literelor inițiale ale unei expresii (cu foarte rare excepții notabile), abrevierea poate folosi orice semne grafice sau sonore, din orice parte a unui cuvânt, expresii, idei, titlu, sunet, onomatopee, ș.a.m.d.

## Exemple
Iată câteva abrevieri clasificate după domeniile de interes în care ele sunt comune:
- gramatică:

pron. (pentru pronume), adj. (pentru adjectiv)
- denumiri de instituții:

Cons. Pop. (pentru Consiliul Popular), M. Ap. N. (pentru Ministerul Apărării Naționale)
- denumiri codificate de județe sau țări folosite la plăcuțele de înmatriculare:

BV (pentru județul Brașov), MM (pentru județul Maramureș), TM (pentru județul Timiș)
D (pentru Germania, provine din germană Deutschland), RO (pentru România), USA (pentru Statele Unite ale Americii, engleză United States of America),
- denumirile domeniilor internet:

.com (pentru domenii comerciale, provine din engleză comercial), .gov (pentru guvernul Statelor Unite ale Americii, engleză government), .mx (pentru Mexic, spaniolă Mexico)), .se (pentru Suedia, suedeză Svenska), .info (pentru domenii care difuzează informații, engleză information)
- denumiri comerciale pentru produse software larg răspândite:

mp3 (pentru un tip de codificare digitală a sunetului, provine din engleză MPEG Layer 3), WinAmp (aplicație Windows Amplifier), nucleu Linux 2.4.18 (cod numeric al nucleului sistemului de operare Linux: generația a 2-a, versiunea stabilă 4, varianta 18)

## Legături externe
- „abreviere” la DEX online